# Chrysolina elbursica
Chrysolina elbursica é uma espécie de artrópode pertencente à família Chrysomelidae.